# Фавн
Фавн (лат. Faunus) — одно из древнейших национальных божеств Италии. Многие чисто италийские особенности его характера и культа сгладились вследствие отождествления его с греческим Паном.

## Этимология
Фавн — добрый, милостивый бог (от лат. favere — быть благосклонным, отсюда же происходят имена Faustus, Faustulus, Favonius). В образе Фавна древние италийцы почитали доброго духа гор, лугов, полей, пещер, стад, ниспосылающего плодородие полям, животным и людям, вещего бога, древнего царя Лациума и родоначальника многих древних фамилий, насадителя первоначальной культуры. При этом, наряду с единым личным божеством, верили в существование многих однородных и одноимённых с ним демонов, в которых были воплощены атрибуты самого Фавна.

## Образ жизни
Подобно Сильвану, Фавн, как лесной бог, живёт в чащах, уединённых пещерах или близ шумящих источников, где он предсказывает будущее, ловит птиц и преследует нимф. С человеком он общается или во сне, или издали, пугая и предостерегая его лесными голосами. Он же внушает так называемый «панический страх» как путникам, так иногда во время войны и неприятелям. Он бродит в лесах невидимым духом: в связи с этим собака, которой приписывали способность видеть духов, была посвящена Фавну. Являясь человеку во сне, Фавн нередко мучит его кошмаром: против этого употреблялись особые корни и мази, особенно корень лесного пиона. Особенно береглись фавнов женщины, которых бог преследовал своей любовью, отсюда эпитет его — «Incubus».
Особым покровительством Фавна пользовались стада: он способствовал их размножению и оберегал их от волков. В этом смысле он назывался Lupercus — именем, с которым связано и название справлявшегося в Риме в честь Фавна праздника Lupercalia. Кроме Луперкалий, в честь Фавна были установлены два праздника: весенние Фавналии (Faunalia), приходившиеся на 13 февраля, и зимние Фавналии, справлявшиеся 5 декабря. В деревнях в честь Фавна совершались ежемесячно жертвоприношения.
Как вещий бог, Фавн давал свои предсказания во сне: в этом смысле он называется Fatuus или Fatuelus. Оракулы Фавна были приурочены к рощам. Судя по описанию, которое даёт Овидий (Fasti, IV, 644 и следующие), Нума, желая получить прорицание Фавна и предварительно очистив себя воздержанием, отправляется в рощу и здесь закалывает двух овец — одну Фавну, другую богу сна. Затем, дважды окропив себе голову водой из источника, сплетя два венка из буковых листьев и помолившись, он ложится на растянутые шкуры жертвенных животных и ночью во сне получает желанное откровение. Подобные же сведения сообщает и Вергилий в VII книге «Энеиды» (79 − 95). Как бог предсказаний, Фавн считался родоначальником песни, отчего и самый размер древнейших римских стихотворений называется Сатурновым или Фавновым.

## Культ Фавна

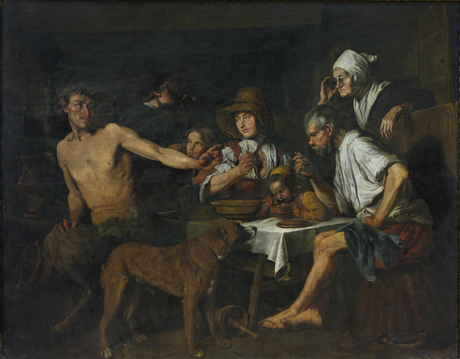
Я. Коссирс, «Фавн в гостях у крестьян»
Национальная картинная галерея Армении

В Лации Фавн почитался как царь аборигинов, внук Сатурна, сын Пика, отец Латина (от нимфы Марики), также отец Тарквита и Акида. мудрый и справедливый правитель. Правление его предшествовало царскому периоду и составляло первую эпоху распространения культуры в стране. В этом сказании отразилось воспоминание о тех временах, когда Италия изобиловала лесами и первобытные племена её населяли лесные просеки.
Другие авторы называют Фавна либо потомком Марса, который принял аркадцев Евандра и выделил им землю для поселения; либо сыном Ареса, который выдал свою дочь Лавинию замуж за Энея.
На древность культа Фавна указывает тот факт, что местами этого культа были не столько храмы, сколько поля, пещеры и рощи. Фавн почитался в образе не идолов, а тотемов растительного и животного царства.
Антропоморфические изображения Фавна принадлежат позднейшему времени и заимствованы у греков: Фавн представляется либо в образе Пана, либо в образе Силена или Марсия, Фавны же — в образе Панисков. Согласно Диодору, его называли также Гермесом. Кроме луперкальского святилища, в Риме существовали два храма Фавна: один на Авентине, другой на Тибрском острове.
Фавна, дочь (или жена) Фавна, представляет собой женскую ипостась названного бога. Подобно ему, она была вещей богиней и называлась Фатуей. В то же время она принадлежала к числу богинь женского производительного начала и, как таковая, отождествлялась с Майей или Доброй богиней (Bona dea).
В поэме Нонна «Деяния Диониса» Фавн — сын Посейдона и Кирки, из Тирсениды. Участник индийского похода Диониса. Состязался на колесницах в играх по Офельту.